# Emil și detectivii (film din 1931)
Emil și detectivii (titlu original: Emil und die Detektive) este un film german  din 1931 regizat de Gerhard Lamprecht. Este produs de Gunther Stapenhorst. Se bazează pe romanul omonim al lui Erich Kästner (prima ecranizare). Acest film timpuriu cu sunet este privit ca o lucrare importantă în istoria filmului german și este considerat astăzi în critica cinematografică drept cea mai bună adaptare cinematografică a romanului lui Kästner.

## Prezentare
Germania în timpul Republicii de la Weimar: filmul începe în orășelul Neustadt, un oraș german provincial care este casa tânărului școlar Emil Tischbein. Tatăl său este mort și mama lui îl crește singură lucrând coafeză. Ea îl trimite pe Emil la Berlin cu 140 de Reich-mărci (salariul lunar al unui coafor) ca să-i dea bunicii care trăiește în Berlin cu verișoara sa, Pony Hütchen. Emil primește și 20 de mărci pentru el însuși. Pe drum este foarte atent să nu piardă banii și folosește un ac pentru a-i fixa de căptușeala jachetei sale. În tren spre Berlin, Emil întâlnește un pasager misterios care se prezintă ca fiind Herr Grundeis. Acesta îi dă lui Emil ciocolată cu droguri, iar Emil adoarme. Când se trezește, banii și Herr Grundeis au dispărut. El îl găsește pe Herr Grundeis și îl urmărește. Emil nu îndrăznește să cheme poliția, pentru că a făcut o glumă cu un monument local, așa că simte că este și el "un fel de criminal". Cu toate acestea, el întâlnește un băiat din Berlin pe nume Gustav. Gustav încearcă să-l ajute și adună copiii locali care se auto-denumesc "detectivii".
După ce l-au urmărit pe Grundeis până la un hotel și l-au spionat toată noaptea, Emil și banda "detectivilor" urmăresc hoțul la bancă. Emil își recuperează banii când Herr Grundeis încearcă să-i schimbe. Emil demonstrează că banii sunt ai lui prin descrierea găurilor lăsate de acul pe care l-a folosit pentru a-i fixa în căptușeala jachetei. Herr Grundeis încearcă să fugă, dar noii prieteni ai lui Emil se agăță de el până când apare un ofițer de poliție. Odată arestat, este dezvăluit că Herr Grundeis este un spărgător notoriu de bănci. Emil primește o recompensă de 1000 de mărci pentru prinderea lui Herr Grundeis. În ultima scenă, un avion îl duce pe Emil înapoi în Neustadt unde este întâmpinat ca un erou local.

## Distribuție
- Rolf Wenkhaus: Emil Tischbein
- Fritz Rasp: Grundeis / Mitlinski
- Käthe Haack: Mama Tischbein
- Olga Engl: Bunica
- Rudolf Biebrach: Sergentul Jeschke
- Inge Landgut: Pony Hütchen
- Hans Schaufuß: Gustav mit der Hupe
- Hans Albrecht Löhr: der kleine Dienstag
- Hans Richter: Fliegender Hirsch
- Hubert Schmitz: Profesorul
- Ernst-Eberhard Reling: Mittenzwei
- Waldemar Kupczyk: Gerold
- Martin Rickelt: Hotelpage Max
- Gerhard Damann: Pasager din tren
- Rudolf Lettinger: șeful poliției
- Margarete Sachse: coafor
- Georg H. Schnell: angajat al băncii

## Producție
Filmările au început la 6 iulie 1931 la Berlin. 